# Imperial Valley
L'Imperial Valley è una vasta pianura agricola della California alimentata da molti canali di irrigazione, a loro volta alimentati dal fiume Colorado.

## Descrizione
Si tratta di una regione arida, che è parte del deserto del Colorado. L'Imperial Valley riceve 76 mm di pioggia all'anno e la temperatura media annuale è di 22 °C.
Essa è in parte occupata dal Salton Sea, il più grande lago della California. Si trova nella contea di Imperial. La densità umana è bassa e concentrata nelle città di El Centro, Calexico e Brawley. L'esploratore spagnolo Melchior Díaz è stato uno dei primi europei a visitare la regione nel 1540. Nel 1785 fu oggetto di una spedizione diretta dall'esploratore José Velásquez.